# Smicridea bidactyla
Smicridea bidactyla là một loài Trichoptera thuộc họ Hydropsychidae. Chúng phân bố ở vùng Tân nhiệt đới.